# Philippe-Isidore Picot de Lapeyrouse
Philippe-Isidore Picot de Lapeyrouse o La Peirouse (Tolosa, 20 ottobre 1744 – Lapeyrouse-Fossat, 18 ottobre 1818) è stato un naturalista e ornitologo francese.
Nel 1782 fu eletto membro straniero dell'Accademia reale svedese delle scienze.
Il genere Lapeirousia della famiglia di piante Iridaceae fu chiamato così in suo onore dal suo amico Pierre André Pourret.
Fu sindaco della sua città natale dal 1800 al 1806.

## Opere
- Mémoires d'histoire naturelle : Description de quelques crystallisations. Histoire naturelle du Lagopède. Description de quelques plantes des Pyrénées (1774-1778)
- Mémoire sur la mortalité des ormes dans les environs de Toulouse (1787)
- Figures de la flore des Pyrénées, avec des descriptions (1795)
- Tables méthodiques des mammifères et des oiseaux observés dans le département de la Haute-Garonne (an VII)
- Histoire abrégée des plantes des Pyrénées et Itinéraire des botanistes dans ces montagnes (1813)
- Considérations sur les lycées, surtout par rapport aux départements (1815) Imprimé par le Conseil général de la Haute-Garonne et envoyé aux députés.
- Supplément à l'Histoire abrégée des plantes des Pyrénées (1818)
- Extraits de sa correspondance avec D. Villars (1861)